# Dundee Shipbuilders Company

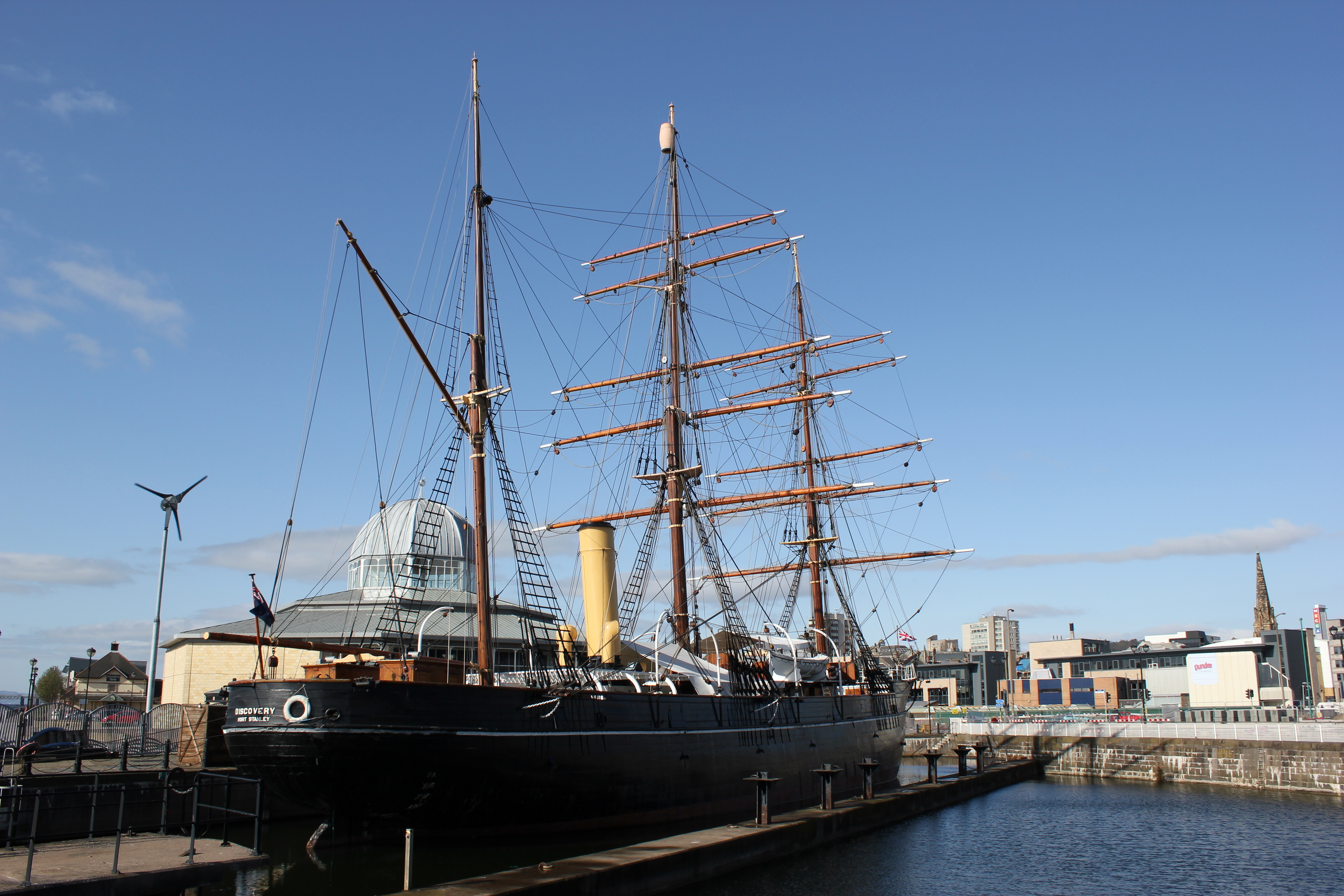
O Discovery em Dundee

A Dundee Shipbuilders Company (DSC) foi uma empresa escocesa construtora de navios, conhecida por ter construido o navio da Expedição Discovery, RRS Discovery (1901). Inicialmente detido pela Alexander Stephen and Sons, o estaleiro foi adquirido, em 1894, por um grupo de empresários de Dundee, e alterado o nome para Dundee Shipbuilders Company. Em 1884, a Alexander Stephen and Sons construiu o navio Terra Nova da expedição com o mesmo nome.
O último navio que DSC construiu foi o Adventure, um navio de caça a focas reforçado com ferro. No entanto, a construção desta embarcação veio provocar sérias dificuldades financeiras, levando ao encerramento da empresa em 1906.